# Pathankot
Pathankot est une ville indienne située dans le district de Pathankot au nord de l'état du Pendjab. En 2011, sa population était de 155 909 habitants.

## Transport
Elle possède un aéroport et une gare ferroviaire.

## Source de la traduction
- (en) Cet article est partiellement ou en totalité issu de l’article de Wikipédia en anglais intitulé « Pathankot » (voir la liste des auteurs).